# 이석수
이석수(李碩洙, 1963년 ~  )는 대한민국의 검사 출신 법조인이며, 국가정보원 기획조정실장을 역임했다.

## 학력
- 상문고등학교 졸업
- 서울대학교 법과대학 법학 학사
- 서울대학교 대학원 법학 석사

## 경력
- 1986년 : 제28회 사법시험 합격(사법연수원 18기 수료)
- 1989년 3월 ~ 1991년 7월 : 서울동부지방검찰청 검사
- 1991년 7월 ~ 1993년 9월 : 대구지방검찰청 경주지청 검사
- 1993년 9월 ~ 1995년 9월 : 인천지방검찰청 검사
- 1995년 9월 ~ 1997년 8월 : 대구지방검찰청 검사
- 1997년 8월 ~ 2001년 2월 : 서울지방검찰청 검사
- 2001년 2월 ~ 2002년 2월 : 인천지방검찰청 부부장검사
- 2002년 2월 ~ 2004년 6월 : 대검찰청 검찰연구관
- 2004년 6월 ~ 2005년 4월 : 부산지방검찰청 공안부장검사
- 2004년 12월 ~ 2006년 2월 : 사법제도개혁추진위원회 파견
- 2005년 4월 ~ 2006년 2월 : 서울중앙지방검찰청 부부장검사
- 2006년 2월 ~ 2007년 2월 : 대검찰청 감찰2과장
- 2007년 2월 ~ 2008년 3월 : 대검찰청 감찰1과장
- 2008년 3월 ~ 2009년 1월 : 제43대 창원지방검찰청 통영지청장
- 2009년 1월 ~ 2009년 8월 : 춘천지방검찰청 차장검사
- 2009년 8월 ~ 2010년 8월 : 전주지방검찰청 차장검사
- 2010년 8월 : 서울지방검찰청 검사
- 2010년 9월 : 법무법인 승재 대표변호사
- 2011년 3월 ~ 2014년 3월 : 삼환기업주식회사 사외이사
- 2012년 3월 ~ 2012년 7월 : 대신에프앤아이(주)감사
- 2012년 6월 ~ 2015년 3월 : 한화생명보험주식회사 이사
- 2012년 10월 ~ 2012년 11월 : 이명박 정부의 내곡동 사저부지 매입의혹사건 진상규명을 위한 특별검사팀 특별검사보
- 2015년 3월 ~ 2016년 9월[3]  : 특별감찰관
- 2017년 6월 ~ : 법률사무소 이백 변호사
- 2018년 8월  ~ 2020년 8월 : 국가정보원 기획조정실장